# 北村龍平
北村 龍平（きたむら りゅうへい、1969年〈昭和44年〉5月30日 - ）は、DGA（全米映画TV監督組合）に所属する日本人映画監督、映像作家、脚本家、プロデューサー。大阪府生まれ。血液型O型。カリフォルニア在住。

## 経歴・人物
大阪府豊中市出身。幼少期は日本各地を転々として過ごす。高校を中退し、17歳でオーストラリアのシドニーへ渡り、School of Visual Arts Australia映画科に入学。卒業制作の短編映画『EXIT -イグジット-』が高い評価を受け、年間最優秀監督賞を受賞。
帰国後、高等学校卒業程度認定試験（旧大学入学資格検定）を受験し高卒認定を取得。肉体労働から政治家秘書までさまざまな仕事を経験して世界を巡り、バンド活動などをしながら自主映画を制作。
1996年、6人の仲間で自主制作したアクション・ホラー映画『ダウン・トゥ・ヘル』を持ち、東京で売り込みを開始。翌年、第1回インディーズムービー・フェスティバル入選作30作品に選ばれ、全国のTSUTAYAでレンタルビデオ化され、第1回初代グランプリを受賞。
1999年、渡部篤郎主演・プロデュース、鈴木一真、泉谷しげる出演で自主制作したフィルムノワール『ヒート・アフター・ダーク』がゆうばり国際ファンタスティック映画祭での上映を経て日活配給で劇場公開され、商業監督としてデビューする。公開前にいち早くこの作品を観た出版・映像プロデューサー高橋信之がその才能に惚れ込み、自社であるスタジオ・ハード内に「北村龍平部門」を作ろうと声をかけ、北村龍平と長年の映像製作の仲間であった進啓士郎の二人でナパーム・フィルムズを設立し、初の長編映画となる『VERSUS』の製作に着手。自主制作体制だったため、度重なる資金難と撮影中断を繰り返しながらも納得いくまで撮影を続け、完成まで1年近くを要した。
2001年、フランスのジェラルメ国際ファンタスティック映画祭にて『VERSUS』のワールドプレミア上映が行われた。吹雪の中、深夜0時からの上映にもかかわらず劇場には長蛇の列ができ、上映中から喝采が巻き起こり、当時最大手だった映画レビューサイトAin’t It Cool Newsに絶賛のレビューが出ると噂は瞬く間に世界に広がり、数週間後、アメリカの映画会社ミラマックスから連絡があり、次回作の企画を優先的に見ることができる「ファーストルック契約」を結ぶ。無名の監督が自主映画をきっかけにハリウッドと契約したという噂が日本映画界に広がり、初めて自主制作体制ではなく出資を受けて、髙橋ツトム原作漫画『ALIVE』の実写映画化に着手。髙橋はそれまで自作の映画化の話が何度も頓挫していたこともあり、映画関係者に不信感を持っていたが、『VERSUS』を観てそのストーリーテリングや世界観を高く評価し、北村と会い意気投合し、映画化を許諾した。
映画プロデューサー河合真也も北村の才能を早くから認めていた1人で、自身が進めていた7人の監督による短編オムニバス『Jam Films』に北村を抜擢。北村は『the messenger - 弔いは夜の果てで -』で参加した。
『VERSUS』は北米プレミアとなったトロント国際映画祭を始めとして世界中の映画祭に招待され、ローマ国際ファンタスティック映画祭では最優秀監督賞を受賞。日本でも日本インディペンデント映画祭で優秀監督賞を、新藤兼人賞で銀賞を受賞した。
2002年、二度目の参加となったゆうばり国際ファンタスティック映画祭で『VERSUS』が上映され千葉真一賞・ファンタランド女王賞を受賞。ゲストとして来ていたプロデューサーの山本又一朗が作品、そして北村自身に感銘を受けて自分が進めていた小山ゆう原作漫画の映画化『あずみ』の監督を打診。小山ゆう作品の大ファンであった北村が快諾。山本と北村で脚本を作るのは難航したが、並行して大規模なオーディションも行われた。『あずみ』の準備が進む中、ドイツの映画祭で出会い、お互いの作品のファンでもあった堤幸彦監督から「ワンシチュエーションで2人が戦う作品を競作しよう」と持ちかけられ、大沢たかお・加藤雅也主演による時代劇『荒神』を9日間で撮影。堤による小池栄子・野波麻帆主演『2LDK』と二本立てプロジェクト『DUEL』として完成する。『VERSUS』、『ALIVE』を試写で観たゲーム・クリエイター小島秀夫からの依頼で世界的大ヒットゲーム『メタルギアソリッド』第1作のゲームキューブ版リメイクである『METAL GEAR SOLID THE TWIN SNAKES』のモーションキャプチャシーンの演出を任され、トータルで4時間に渡るムービーシーンを演出。
2003年1月、テレビ朝日系列で髙橋ツトム原作、釈由美子主演『スカイハイ』が放送され、深夜枠にもかかわらず高視聴率を記録する。この企画は『あずみ』の撮影準備中に連載が始まった1話目を読んだ北村が河合真也プロデューサーに企画を持ち込み実現。鶴田法男、篠原哲雄、金子修介、中原俊、麻生学といった映画監督が各エピソードを担当。北村は最終話『フェイス』の演出、およびエンディング演出、wyolicaによるエンディングテーマ曲「Mercy Me ～いつか光を抱けるように～」ミュージックビデオの演出を手がけた。 同年5月、全国東宝系で上戸彩主演『あずみ』公開。宣伝キャンペーンでは「日本より先にハリウッドが目をつけた」と新しい才能として北村がフィーチャーされた。同年6月『ALIVE』、10月『荒神』、11月『スカイハイ劇場版』と続けざまに北村作品が公開された。『荒神』はブリュッセル国際ファンタスティック映画祭に招待され、コンペ部門で銀賞を受賞。
2004年、『あずみ』がサンダンス映画祭を皮切りに全米各地の映画祭で上映され、ボストン・インディペンデント映画祭では審査員特別賞を、フィラデルフィア映画祭では観客賞を受賞した。前年の『あずみ』の実績が高く評価され、ゴジラ生誕50周年にして最終作（当時）である超大作『ゴジラ FINAL WARS』の監督に史上最年少で抜擢。本編・特撮・海外の三班体制により日本各地、シドニー、上海、パリなどでロケが行われた。完成した作品は日本映画として初となるハリウッドのチャイニーズ・シアターでのワールドプレミアが行われ、当日にはハリウッド・ウォーク・オブ・フェームに日本のキャラクターとして初めて登録された。それまでのゴジラのイメージを一新するかのようなノンストップ怪獣バトルアクションや近未来的な世界観などを持ち込んだ作風は賛否両論を呼び、日本での公開時の興行成績は振るわなかったが、公開から時間が経つにつれ評価が高まり、2023年5月にCollider.comが発表した歴代全ゴジラ映画ランキングでは5位にランクイン、さらには公開から19年の時を経て当時の制作を掘り下げた『ゴジラFINAL WARSコンプリーション』というメイキング本が発売されるなど今も根強い人気を誇る。
2005年、『VERSUS』以来となる自主制作体制で盟友・髙橋ツトムの短編にインスパイアされた『ラブデス』を脚本・監督・プロデューサーとして製作。同時に岩井俊二脚本・プロデュースで90年代バンドブームを描く青春映画『BANDAGE』を成宮寛貴主演で準備していたが、クランクイン数週間前に問題が発生し製作は中止となった。この作品は後に小林武史監督、赤西仁主演で製作され2008年に公開された。
2006年、『あずみ』全米公開に向けてサンディエゴ・コミコンで北米プレミアが行われた。ゲストで来場していた北村はアフターパーティー会場で北村の大ファンだというサミュエル・L・ジャクソンと会い、意気投合。サミュエルが所属していたマネジメント会社、アノニマス・コンテントと契約。同年9月、再び訪れたロサンゼルスでレイクショア・エンタテインメントのプロデューサー、トム・ローゼンバーグからクライブ・バーカー原作『ミッドナイト・ミート・トレイン』の監督をオファーされ、これが北村のハリウッド進出作となる。
2007年、カリフォルニアに移住してブラッドリー・クーパー主演『ミッドナイト・ミート・トレイン』の製作に入る。
2009年、『ミッドナイト・ミート・トレイン』がジェラルメ国際ファンタスティック映画祭でSF審査員賞、観客賞をダブル受賞。横浜港開港150周年を記念した「開国博Y150」のパビリオン、未来シアターのために岩井俊二脚本・プロデュース、上戸彩・市原隼人主演のアニメ作品『BATON』を監督。この作品はロトスコープと言われる手法で実際に俳優を使って撮影し、それをトレースしてアニメ化した。
2010年、アカデミー賞俳優ウィリアム・ハート主演のホラー『HELLGATE』をプロデュース。
2012年、ルーク・エヴァンス主演のスリラーホラー『ノー・ワン・リヴズ』がトロント国際映画祭でワールドプレミア。『VERSUS』『ALIVE』に続く3度目のトロント国際映画祭招待となった。
2014年、モンキーパンチ原作の国民的漫画・アニメ『ルパン三世』実写映画化で6年ぶりに日本映画を監督。小栗旬、玉山鉄二、綾野剛、黒木メイサ、浅野忠信といった豪華キャストに、日本・タイでの長期ロケを敢行。スペインから撮影監督を、韓国からVFXとアクションチームを招聘する国際的なチームを編成。興行収入24億5千万円を記録。
2017年、ハリウッドに戻り再び自主制作体制で撮ったバイオレンス・スリラー『ダウンレンジ』が4度目のトロント国際ファンタスティック映画祭でワールドプレミア上映される。その後もスペインのシッチェス・カタロニア国際映画祭、釜山国際映画祭などに招待され大きな反響を得る。
2020年、ルビー・ローズ、ジャン・レノ主演のアクション映画『ドアマン』を発表。コロナ禍におけるロックダウンの影響で劇場公開ではなく配信リリースされたが、主だった配信サイトでベスト5にランクイン。全米大手のレンタルサービス「レッドボックス」では初登場1位を記録した。
2022年、エミール・ハーシュ、スティーブン・ドーフ主演のホラー『THE PRICE WE PAY』を監督・プロデュース。ブリュッセル国際ファンタスティック映画祭でワールドプレミア上映され、同時に長年の貢献を評価されて映画祭から栄誉称号であるナイト（騎士号）を授与される。これが授与されるのはアジア人監督としてはパク・チャヌクに次いで2番目、日本人としては初。さらに同映画祭では国際長編部門コンペティションの審査委員長を務めた。同年10月、8年ぶりの日本映画となる髙橋ツトム原作、のん、門脇麦、大島優子主演『天間荘の三姉妹』を発表。デザイナー北山友之と共に新進気鋭のアパレルブランド「XROSSCOUNTER（クロスカウンター）」を設立。
2024年、ジェットコースタースリラー映画『スリル・ライド』の製作を発表。アーティスト・インターナショナル・グループとマネジメント契約を発表。

## 交友関係

### 映画界
映画界や芸能界には友人が少ないと語っているが、若いころに若松孝二、高橋伴明に大変お世話になったと公言している。若松は『ヒート・アフター・ダーク』で北村の才能を高く評価しており、新宿ロフトプラスワンで『GATEBREAK』という映画イベントを共催した。堤幸彦は早くから北村の才能を評価して競作を持ちかけ『DUEL』プロジェクトを実現。作風は全然違うがとても話が合う尊敬する監督として岩井俊二を挙げており、アニメ映画『BATON』でのコラボを始め、岩井の番組に北村が出演したり、二人の作品のオールナイト上映イベントを開催したりと親交が深い。

### 音楽
音楽に精通しており、吉田健一、wyolica、ポルノグラフィティ、ポール・ギルバート、hyde、キース・エマーソン、大友康平、布袋寅泰、玉置浩二、絢香など錚々たるミュージシャンとサウンドトラックや主題歌、テーマ曲などでタッグを組み、中学時代から熱狂的ファンだった長渕剛とは兄弟と呼び合う仲であり、長渕が故郷鹿児島で行ったオールナイトコンサートではDVD4枚組の大作ライブドキュメンタリーを監督、その後もCMやミュージックビデオを手掛けた。「AKB48 2013真夏のドームツアー ～まだまだ、やらなきゃいけないことがある～」ではコンサートのオープニング映像を担当し、さらに「鈴懸の木の道で「君の微笑みを夢に見る」と言ってしまったら僕たちの関係はどう変わってしまうのか、僕なりに何日か考えた上でのやや気恥ずかしい結論のようなもの」とカップリングの「Mosh & Dive」のMVを監督。1人の監督が同一シングルで2作のMVを担当するのは初となった。ミュージシャンが大勢出演していた『ラブデス』では敬愛するKANを口説いて俳優としてデビューさせ、公開時には『ラブデスライブ』と銘打ったライブイベントを渋谷AXにて大友康平、武田真治、DJ DRAGON、KAN、川村かおり、IZAMらと開催。『ルパン三世』公開時にもライブイベント『ドラカニ』を開催し、陣内大蔵、黒木渚、藤原紀香、武田真治、マジシャンのセロなど豪華ゲストと共に自らもステージで歌を披露した。映画『天間荘の三姉妹』にもミュージシャンの高橋ジョージ、つのだ⭐︎ひろ、ユウサミイがゲスト出演している。ロスで知り合ったジャズ・ピアニスト、エリック・ルイスの演奏を聴いて才能に惚れ込みミュージックビデオを監督、日本のレコード会社の知人に送ったことから日本デビューとブルーノートツアーが決まったことも。

### 格闘技
自らもボクシング、剣道、空手の経験があり、格闘家全般にも詳しく友人も多い。プロレスラー、総合格闘家の船木誠勝を何度も作品に起用しており、『ゴジラFINAL WARS』ではドン・フライ、レイ・セフォー、ゲーリー・グッドリッジを、『ミッドナイト・ミート・トレイン』ではクイントン・ランペイジ・ジャクソンを、『NO ONE LIVES ノー・ワン・リヴズ』ではWWEのブローダス・クレイを俳優デビューさせた。

### 海外での評価
共に短編オムニバス『マスターズ・オブ・ホラー』を作ったミック・ギャリス、ジョー・ダンテといったベテラン監督を始め、ハリウッドデビュー作となった『ミッドナイト・ミート・トレイン』の原作者であり自らも映画監督であるクライブ・バーカーを始めとして、ギレルモ・デル・トロ、ジェームズ・ワン、ニコラス・ケイジ、アル・パチーノ、ケヴィン・コスナー、キアヌ・リーヴスなどハリウッドにも北村の才能を評価する者は多い。クエンティン・タランティーノはソフトバンクのCMで来日した時、共演のダンテ・カーヴァーに『あずみ』で上戸彩のファンだと言ったらしい。『シン・シティ』の原作者で共同監督のフランク・ミラーも『あずみ』の大ファンで、ミホ役を上戸彩にオファーしたがスケジュールの都合がつかず、その役はデヴォン・青木が演じることとなった。日本でも人気のボブ・リー・スワガー・シリーズで知られる作家のスティーブン・ハンターは日本を舞台にした『47番目の男』の冒頭で黒澤明、三隅研次ら時代劇の名匠監督らの名前と共に北村の名を挙げ賛辞を述べており、さらに劇中で主人公が『あずみ』を観ながら語るシーンがある。ギャレス・エヴァンスの『ザ・レイド GOKUDO』 では刑務所に潜入捜査する主人公の囚人番号が『VERSUS』の主人公と同じKSC2-303だったり、アカデミー賞にノミネートされたブラッドリー・クーパー主演『世界にひとつのプレイブック』の劇中に出てくる映画館のポスターが『ミッドナイト・ミート・トレイン』だったり、クリスチャン・ベール主演『ファーナス/訣別の朝』の冒頭、ドライブインシアターで上映されているのが『ミッドナイト・ミート・トレイン』だったりと、オマージュを捧げられることも多い。フランスの名匠ジャン・リュック・ゴダールは自らの作品『アワー・ミュージック』で『VERSUS』を引用している。

### 影響を受けた人物・作品
1980年代の映画や音楽や本に多大な影響を受けたと語っている。アート系の映画以外はジャンルを問わずどんな映画でも観るが特に『ハイランダー』、『マッドマックス2』、『エイリアン2』、『コマンドー』などのアクションや『13日の金曜日』や『エルム街の悪夢』などのホラー、スプラッターやゾンビ映画の影響も大きい。ブレイク作となった『VERSUS』の時はとにかく自分の好きなものを全部詰め込み『ハイランダー』と『ゾンビ』と『サムライ』と『レザボア・ドッグス』とミックスしたと語っている。尊敬する監督はジョージ・ミラー、ジェームズ・キャメロン、ラッセル・マルケイなど。邦画では『丑三の村』『野生の証明』『夜叉』『スワロウテイル』『戦国自衛隊』『鉄拳』などのファンを公言している。作風的にアクションやホラーのイメージが強いがフェイバリット作品を聞かれると『ファンダンゴ』『ヤング・ゼネレーション』『リトル・ロマンス』『誓い』『マイ・ボディーガード』などの青春映画を答えることも多い。

### クロスカウンター
ファッション・デザイナーの北山友之と組み、アパレル・サントラ・グッズを作るブランド、クロスカウンターを立ち上げる。敬愛する日本映画『丑三つの村』の一度も音源化されたことのないサウンドトラック素材を発掘・レストアし世界初CD化しクロスカウンターレコードから発売し、発売記念としてリバイバル上映も実現。80年代のカルト映画『エクスタミネーター』のサウンドトラックもヴァイナルとCDで発売し、同時にTシャツやパーカーも発表。さらにはインフルエンサー・ジェットコースター男とコラボしてナガシマスパーランドや志摩スペイン村のジェットコースターTシャツや、自身がファンだったという80年代レトロゲームのTシャツなどを展開している。

## その他
- ハンドヘルド撮影（手持ちカメラ）を極端に嫌い、得意とするアクション・シーンではフィックス撮影、ドーリー撮影を多用する。
- 『ゴジラ FINAL WARS』で製作を担当した東宝の富山省吾は、北村を監督した理由について「アメリカ映画に何のコンプレックスもない新しい世代のクリエイター」と語っており、「ハリウッド映画に喧嘩を仕掛けてやろうじゃないですか」と平気で言うことができる人物であったと証言している[89]。また、北村について「不可能を可能にするチャレンジ精神で映画を作っている人」と評しており、同作品は北村の執念により不可能と思えることも実現したとしている[89]。
- 北村自身は、ゴジラシリーズについてフリークではないが中学生時代によく観ていたといい、好きな映画として『ゴジラ対メカゴジラ』を挙げている[90]。『FINAL WARS』でのミニラやキングシーサー、初代轟天号の登場も北村の発案によるもので、ローランド・エメリッヒ版『GODZILLA』への皮肉めいたセリフは北村自身の同作品への感想を代弁したものでもあった[90]。
- 『FINAL WARS』に出演した佐原健二は、北村についてカメラアングルへのこだわりなどが強く、自身の考えをしっかり説明するなど妥協しない素晴らしい監督だと評しており、自身がセリフの解釈について疑問を感じた際に脚本家を呼んで納得のいくようミーティングを行うなど誠実な対応であったと述懐している[91]。

## フィルモグラフィ

### 映画
- DOWN TO HELL（1997年）監督
- ヒート・アフター・ダーク（1999年）監督・脚本・編集　＊中編作品
- VERSUS -ヴァーサス-（2001年）監督・脚本
- Jam Films「the messenger -弔いは夜の果てで-」（2002年）監督　＊短編オムニバス参加作品
- あずみ（2003年）監督
- ALIVE -アライブ-（2003年）監督・脚本
- 荒神（2003年）監督・脚本
- スカイハイ 劇場版（2003年）監督
- LONGINUS（2004年）監督 - DVD作品　＊中編作品
- ゴジラ FINAL WARS（2004年、東宝）監督[3][注釈 1]
- ラブデス（2006年）監督・脚本
- ミッドナイト・ミートトレイン（2008年）監督
- BATON（2009年）監督　＊アニメ作品
- NO ONE LIVES ノー・ワン・リヴズ （2012年）監督
- ルパン三世（2014年）監督・ストーリー
- ダウンレンジ（2017年）監督・プロデュース・原案
- マスターズ・オブ・ホラー（2018年）監督 - 第3話「マシット」＊短編オムニバス参加作品
- ドアマン（2020年）監督
- 天間荘の三姉妹（2022年）監督
- THE PRICE WE PAY（2023年）監督・プロデュース・原案
- Thrill Ride（2024年公開予定）監督・脚本

### テレビドラマ
- 美少女H3「赤い波濤」（1999年、フジテレビ）監督
- スカイハイ（2003年、テレビ朝日）監督
- 恋愛小説「月のしずく」（2006年、TBS）監督

### ビデオゲーム
- メタルギアソリッド ザ・ツインスネークス（コナミ、2004年） ※ムービーパート演出

### ミュージックビデオ
- BENNIE K 「School Girl」(2001)
- wyolica 「Mercy Me～いつか光を抱けるように～」(2003)
- 長渕剛 「金色のライオン」(2005)
- Eric Lewis 「Smells Like Teen Spirit」(2008)
- AKB48 「鈴懸の木の道で「君の微笑みを夢に見る」と言ってしまったら僕たちの関係はどう変わってしまうのか、僕なりに何日か考えた上でのやや気恥ずかしい結論のようなもの」(2013)
- AKB48 「Mosh & Dive」(2013)
- 黒木渚 「虎視眈々と淡々と」(2014)
- HIRSCH 「KILLER BEES」(2022)
- 玉置浩二 feat.絢香 「Beautiful World」(2022)

### ライブドキュメンタリー
- 長渕剛 「桜島」(2004)

### CM
- 京セラ 携帯電話 A1403K（2004年）

### その他
- 地獄甲子園（2003) プロデューサー
- 鎧 サムライゾンビ（2009年） プロデュース・脚本
- HELLGATE（2011年） プロデューサー
- MIRRORLIAR FILMS Season2「巫.KANNAGI」（2022年）原案

## 書籍
- 北村龍平MAN ON FIRE（キネマ旬報社、2003年）
- 蛇VS龍 小島秀夫 × 北村龍平 対談集（太田出版、2004年）
- FIRESTORM 北村龍平&ナパームフィルムズヒストリー（角川書店、2005年）
- マリオンハイド（メディアファクトリー、2007年）
- 映画監督という生き様（集英社、2014年)

## 受賞歴
- School of Visual Art Australia Kodak Award for Direction
- 第一回インディーズムービーフェスティバル グランプリ
- ローマ国際ファンタスティック映画祭 最優秀監督賞「VERSUS」
- ゆうばり国際ファンタスティック映画祭 千葉真一賞・ファンタランド女王賞
- 日本インディペンデント映画祭 優秀監督賞「VERSUS」
- 新藤兼人賞 銀賞
- ブリュッセル国際ファンタスティック映画祭 銀賞「荒神」
- ボストン・インディペンデント映画祭 審査員特別賞「あずみ」
- フィラデルフィア映画祭 観客賞「あずみ」
- ジェラルメ国際ファンタスティック映画祭 SF審査員賞・観客賞
- ブリュッセル国際ファンタスティック映画祭 栄誉称号ナイト（騎士号）授与